# Gérson Magrão
Gérson Alencar de Lima Júnior, detto Gérson Magrão (Diadema, 13 giugno 1985), è un ex calciatore brasiliano, di ruolo centrocampista.

## Caratteristiche tecniche
Gioca come terzino e centrocampista.

## Carriera

### Club
Gérson Magrão fu acquistato dal Flamengo in comproprietà con il Feyenoord, all'inizio della stagione 2007.
Sconosciuto in Brasile, aveva giocato solo nelle giovanili del Cruzeiro nel 2004, e successivamente si era trasferito nei Paesi Bassi, al Feyenoord, dove però giocò solo 5 partite.
Nel 2007, avendo trovato poco spazio nel Flamengo, fu mandato in prestito all'Ipatinga, mettendosi in evidenza e ottenendo il trasferimento al Cruzeiro a metà 2008.

#### Dinamo Kiev
Il 6 agosto 2009 Gérson Magrão lascia il Cruzeiro per giocare con la Dinamo Kiev, società che ha pagato 2,5 milioni di euro per il suo cartellino.
Il 16 settembre 2009 esordisce in UEFA Champions League contro il Rubin Kazan segnando anche il secondo gol della Dinamo Kiev, poi vittoriosa per 3 a 1.

## Palmarès

### Club

#### Competizioni statali
- Campionato Carioca: 1

Flamengo: 2007
- Taça Guanabara: 1

Flamengo: 2007
- Campionato Mineiro: 2

Cruzeiro: 2008, 2009

#### Competizioni internazionali
- Recopa Sudamericana: 1

Santos: 2012